# Kay Pollak
Kay Gunnar Leopold Pollak (ur. 21 maja 1938 w Göteborgu) – szwedzki reżyser filmowy oraz pisarz. Zanim zajął się filmem i literaturą wykładał matematykę i statystykę na uniwersytecie.

## Wydane książki
- Att växa genom möten (Dorastać przez spotkania, 1994)
- Att välja Glädje (Wybrać Radość, 2001).

## Filmografia
- Elvis! Elvis! (1976) – na podstawie powieści Marii Gripe.
- Barnens ö (pol. Wyspa dzieci, 1980) – na podstawie powieści Pera Jersilda, nagrodzony nagrodą Szwedzkiego Instytutu Filmowego (Guldbaggen) za najlepszą reżyserię.
- Älska mej (pol. Kochaj mnie 1986).
- Så som i himmelen (pol. Jak w niebie 2004) – który zrealizował po długoletniej przerwie, a za który otrzymał nagrodę Szwedzkiego Instytutu Filmowego i nominację do nagrody Amerykańskiej Akademii Filmowej w kategorii ”najlepszy film obcojęzyczny” w roku 2004. Film ten pobił także szwedzki rekord oglądalności: obejrzało go 1 470 000 widzów.